# شمپ هوارد
شمپ هاوارد (انگلیسی: Shemp Howard؛ ‏ ۱۱ مارس ۱۸۹۵ – ۲۲ نوامبر ۱۹۵۵) بازیگر اهل ایالات متحده آمریکا بود. وی بین سال‌های ۱۹۲۳ تا ۱۹۵۵ میلادی فعالیت می‌کرد. وی برادر مو هاوارد و کرلی هاوارد می باشد.

## بخشی از فیلمشناسی
- در شیرینی‌فروشی (۱۹۳۳)
- روابط نزدیک (۱۹۳۳)
- یه مرد لاغر دیگه (۱۹۳۹)
- شب‌های عربی (۱۹۴۲)
- پیتسبرگ (۱۹۴۲)